# Escándalo Stormy Daniels-Donald Trump
El escándalo Stormy Daniels-Donald Trump fue un escándalo político muy viral que involucró un acuerdo de confidencialidad firmado por el abogado personal de Donald Trump, Michael Cohen, y la actriz de cine pornográfico Stormy Daniels justo antes de las elecciones presidenciales de 2016 en los Estados Unidos. Después de que The Wall Street Journal revelara la existencia del acuerdo en enero de 2018, Daniels demandó a Trump y Cohen para argumentar que el acuerdo no era válido. La disputa ganó una significativa cobertura mediática, atrayendo la atención legal sobre la participación de Cohen en el asunto.

## Alegación y acuerdo de no divulgación
Los primeros informes de un presunto romance entre Trump y Daniels fueron publicados en octubre de 2011 por el blog The Dirty y la revista Life & Style. Por la misma época, Daniels habló sobre el presunto romance con la revista de chismes In Touch Weekly, que decidió no publicar la entrevista después de que Cohen amenazara con demandar a la revista.
El 12 de enero de 2018, The Wall Street Journal informó que Cohen pagó a Daniels 130.000 dólares en octubre de 2016, un mes antes de las elecciones presidenciales, para evitar que discutiera sobre una aventura que presuntamente tuvo con Trump en 2006. Un abogado de Daniels alegó que el pago fue un encubrimiento, y otros han planteado preguntas sobre pagos de campaña potencialmente ilegales. El 14 de enero, Cohen negó la existencia de una aventura en nombre de su cliente, Trump, pero el 13 de febrero reconoció haber pagado a Daniels 130.000 dólares, diciendo que el pago se realizó con sus propios fondos.
El 6 de marzo, Daniels entabló una demanda contra Trump alegando que el acuerdo de confidencialidad que ella había firmado sobre el supuesto asunto no era válido porque Trump nunca lo había firmado personalmente. La demanda también alega que el abogado de Trump ha estado tratando de intimidar a Daniels y "asustarla para que no hable". Al día siguiente, Cohen inició un proceso de arbitraje ex parte que dio como resultado una orden que prohibía a Daniels divulgar "información confidencial" relacionada con el acuerdo de no divulgación. La orden en sí, que los abogados de Daniels llamaban falsa, se suponía que debía permanecer confidencial. 
En una entrevista con 60 Minutes el 25 de marzo, Daniels dijo que ella y Trump tuvieron relaciones sexuales una vez, y que luego la amenazaron frente a su hija pequeña, y se sintieron presionadas para luego firmar un acuerdo de confidencialidad. 
El 9 de abril, agentes del FBI allanaron la oficina de Cohen y confiscaron correos electrónicos, documentos fiscales y registros comerciales relacionados con varios asuntos, incluido el pago a Daniels. El 26 de abril, Trump, por primera vez, admitió que Cohen lo representa en "el trato de Stormy Daniels". 
El nuevo abogado personal de Trump, Rudy Giuliani, le dijo a Sean Hannity el 2 de mayo que Trump le había reembolsado a Cohen por el pago y dijo que Trump "no conocía los detalles, pero sabía sobre el arreglo general, que Michael [Cohen] se encargaría de cosas como esta ", que contradecía el reclamo de Trump sobre Air Force One del 5 de abril de no tener conocimiento del pago.
En mayo de 2024, Cohen testificó que sugirió la idea de incluir una cláusula en el acuerdo que asegurara que Daniels sería penalizada con 1.000.000 de dólares cada vez que contara su historia. Antes del testimonio de Cohen, la propia Daniels testificó que el acuerdo estaba hecho para que fuera obligada a pagar 1.000.000 de dólares por cada vez que cometiera una violación al contar su historia.

## Asuntos legales
Paul Ryan, un funcionario de Common Cause, declaró que el grupo presentó quejas ante el Departamento de Justicia y la Comisión Electoral Federal, alegando que la campaña de Trump debería haber revelado el pago a la Comisión Federal Electoral y al público. También hay dudas sobre dónde se originaron los fondos, y si se trata de una contribución en especie ilegal o no divulgada a la campaña. Sin embargo, varios miembros del equipo legal de Trump han negado que el pago estuviera relacionado con la campaña y, en cambio, tenía como objetivo salvar el matrimonio de Trump. También se han planteado preguntas sobre cómo se clasificó el pago a efectos fiscales y si existe la posibilidad de que existan cargos o tasas basados en los impuestos relacionados con el pago.
Daniels presentó una demanda civil el 6 de marzo de 2018, en un intento de anular el acuerdo de confidencialidad entre ella y Trump. La audiencia se ha establecido en julio, pero el juez de distrito de EE. UU. S. James Otero lo retrasó, citando la posible acusación de Cohen en la investigación criminal en curso por parte de los fiscales federales.
Cohen también podría enfrentar la disciplina del Colegio de Abogados de Nueva York bajo las Reglas de Conducta Profesional de Nueva York, que prohíbe a los abogados otorgar préstamos a clientes. 
En algunas jurisdicciones, ciertos contratos, como las transacciones de bienes raíces, deben ser firmados por todas las partes para que sean válidos y ejecutables. En otros tipos de contratos, algunos tribunales han aplicado contratos sin firma. Un principio bien establecido de derecho contractual es la oferta y aceptación de "consideración" o algo de valor, a cambio de una promesa de hacer algo (o no hacer algo en el caso de un acuerdo de no divulgación). Los expertos legales argumentan que el pago de $ 130,000 aceptado por una de las partes es una contraprestación válida y exigible independientemente del estado sin firma del acuerdo de no divulgación de Daniels, pero otros elementos en el acuerdo de Daniels hacen que la predicción del resultado sea difícil. Cuestiones como el uso de seudónimos, alguna información divulgada puede haber sido de dominio público, y la excepción de divulgación para las investigaciones policiales puede favorecer el puesto de la Sra. Daniels. 
Cohen se declaró culpable de ocho cargos el 21 de agosto de 2018, entre ellos fraude fiscal, fraude bancario y violaciones de financiación de campaña, por su papel en el pago, e implicó a Trump, quien en respuesta dijo que solo supo de los pagos "más tarde".
The Wall Street Journal informó el 9 de noviembre de 2018 que los fiscales federales tienen pruebas del "papel central" de Trump en los pagos tanto a Stormy Daniels como a Karen McDougal que violaron las leyes de financiamiento de campaña.
Los fiscales federales implicaron a Trump en dirigir a Cohen para cometer los delitos graves de la ley de financiamiento de campaña de los que Cohen se declaró culpable en un memorando de sentencia para Cohen el 7 de diciembre de 2018. Trump tuiteó poco después de la presentación judicial del memorando: "Exculpa totalmente al presidente. Gracias!". Cohen fue condenado a tres años de prisión federal.
NBC News informó el 13 de diciembre de 2018 que Trump estuvo presente en una reunión en agosto de 2015 con Cohen y David Pecker cuando discutieron cómo American Media podría ayudar a contrarrestar las historias negativas sobre las relaciones de Trump con las mujeres, confirmando informes anteriores de The Wall Street Journal.
El fiscal federal del distrito sur de Nueva York investigó el posible papel de Trump y otros en relación con la ocultación de pagos de dinero por silencio, pero indicó en una presentación judicial sellada que es poco probable que presente cargos adicionales. El 17 de julio de 2019, el juez de distrito de Estados Unidos William H. Pauley III, al considerar que la investigación había terminado, ordenó que la presentación y los materiales relacionados con la investigación se desprecintaran el 18 de julio de 2019.

## Cronología

### 2018

#### Enero
El 12 de enero de 2018, The Wall Street Journal informó de que Michael Cohen pagó a Daniels 130.000 dólares en octubre de 2016, un mes antes de las elecciones presidenciales, para que dejara de hablar de una aventura que supuestamente tuvo con Trump en 2006.
El 14 de enero, Cohen negó la existencia de una aventura en nombre de su cliente, Trump, pero reconoció que había pagado a Daniels 130.000 dólares. Inicialmente, se informó de que el pago llegó a través de Essential Consultants LLC, una empresa privada fundada por Cohen en Delaware el 17 de octubre de 2016, que recibió 500.000 libras de Columbus Nova, una filial del Grupo Renova de Viktor Vekselberg. Según los informes, Daniels estaba en conversaciones para contar su historia tanto a Good Morning America como a Slate en ese momento. The Daily Beast también habló con Daniels "después de que tres fuentes -incluida su compañera estrella porno Alana Evans- dijeran al sitio web que tanto Daniels como Trump estaban involucrados". Daniels finalmente se echó atrás el 3 de noviembre, solo cinco días antes de las elecciones de 2016."
El 16 de enero, CNN informó que la reportera de Fox News Diana Falzone escribió un artículo sobre Daniels y Trump en octubre de 2016, que Fox News nunca publicó. Incluía a la entonces mánager de Daniels, Gina Rodríguez, alegando de forma oficial una relación sexual entre ellos. CNN también informó que "Falzone incluso había visto correos electrónicos sobre un acuerdo" entre Daniels y Trump. In Touch Weekly publicó al día siguiente extractos de una entrevista de 2011 a Daniels en la que alegaba una relación extramatrimonial con Trump en 2006. La revista describió su relato como respaldado por un polígrafo y corroborado tanto por su amigo Randy Spears como por su exmarido Mike Moz. Aunque Cohen alegó que las afirmaciones hechas en esa entrevista eran falsas y se habían publicado previamente en la revista Life & Style el 24 de octubre de 2011, The Daily Beast describió las entrevistas como "apenas idénticas". Aunque Daniels declinó hacer comentarios a Life & Style, la entrevista de In Touch Weekly contenía citas directas de Daniels.

#### Febrero
El 13 de febrero, Cohen reconoció públicamente haber pagado a Daniels 130.000 dólares y dijo que el pago se realizó con sus propios fondos. También dijo que ni la Organización Trump ni la campaña le reembolsaron el dinero. Los abogados de Daniels notificaron a Cohen que al revelar el pago, Cohen incumplió el acuerdo de NDA y, por lo tanto, Daniels ya no estaba obligado a cumplirlo. 

#### Marzo
El 5 de marzo, The Wall Street Journal citó fuentes anónimas que relataban que Cohen había dicho que había incumplido dos plazos para pagarle a Daniels ya que Cohen "no pudo comunicarse con el Sr. Trump en los agitados últimos días de la campaña presidencial" y que se quejó de que no había Se le reembolsó el pago después de la elección de Trump. Cohen calificó este informe de " noticia falsa ".
El 6 de marzo, Daniels presentó una demanda contra Trump en el Tribunal Superior de California , alegando que el acuerdo de confidencialidad nunca entró en vigor ya que Trump nunca lo firmó, entre otras cosas. Una demanda de reparación declarativa , la demanda busca una sentencia que declare que no se formó ningún acuerdo y para los costos de la demanda y otras reparaciones que el Tribunal consideró apropiadas. El Tribunal fijó la fecha de la audiencia en julio. 
El 7 de marzo, NBC News informó que Cohen inició un caso de arbitraje privado ex parte contra Daniels el 27 de febrero de 2018 y obtuvo una orden de restricción que prohíbe a Daniels revelar "información confidencial" relacionada con el acuerdo de NDA y declaró que Daniels enfrenta sanciones por discutir su supuesta relación con Trump en público. Los abogados de Daniels calificaron la orden de falsa y debía permanecer confidencial. La secretaria de prensa de la Casa Blanca, Sarah Sanders , dijo que los abogados personales del presidente Trump ganaron un caso de arbitraje "a favor del presidente" contra Daniels, y "no había conocimiento de ningún pago [a Daniels] por parte del presidente". 
El 14 de marzo, surgieron documentos que indicaban que Jill Martin, asesora general adjunta de la Organización Trump, firmó documentos legales en relación con la orden de restricción contra Daniels. 
El 16 de marzo, el abogado de Daniels, Michael Avenatti , dijo tanto en CNN como en MSNBC que Daniels había sido amenazada con daño físico si no guardaba silencio sobre el supuesto romance con Trump. Avenatti no indicó cuándo se hizo la amenaza ni quién la hizo. 
El 16 de marzo, Cohen pidió que la demanda de Daniels pasara del tribunal estatal al federal, basándose en el criterio de que las partes viven en lugares diferentes y la cantidad en juego es de más de 75.000 dólares con la aprobación de Trump. Cohen afirmó que Daniels podría deber hasta 20 millones de dólares en concepto de indemnización por daños y perjuicios por violar el acuerdo. La presentación marcó la primera vez que el propio Trump, a través de su abogado personal, participó en el litigio de Daniels. 
El 25 de marzo, la relación de Daniels con Trump fue el tema de un segmento en el programa de noticias de la televisión estadounidense 60 Minutes . El segmento incluyó entrevistas de Anderson Cooper con Daniels, su abogado Avenatti y Trevor Potter , expresidente de la FEC. Daniels dijo en su entrevista que golpeó brevemente a Trump con una copia de una revista Forbes ; tuvo relaciones sexuales con Trump en el mismo encuentro; luego conoció a Trump en privado pero no tuvo relaciones sexuales en esa ocasión; y firmó múltiples declaraciones falsas en las que afirmaba que la aventura no se debió a la presión de su ex gerente comercial y abogado. También dijo que, mientras sacaba a su hija pequeña de su vehículo en un estacionamiento de Las Vegas, un hombre desconocido apareció en el vehículo y le dijo: "Dejen a Trump en paz. Olvídense de la historia. Es una niña hermosa". Sería una pena si algo le pasara a su mamá". 

#### Abril
- 5 de abril de 2018: Trump dijo que no sabía sobre el pago de 130.000 dólares que Cohen le hizo a Daniels en el Air Force One . También dijo que no sabía por qué Cohen había realizado el pago ni de dónde sacó el dinero. [32]
- 9 de abril de 2018: agentes del FBI allanan la oficina de Cohen y confiscan correos electrónicos, documentos fiscales y registros comerciales relacionados con varios asuntos, incluidos los pagos a Daniels. La redada se llevó a cabo en nombre del fiscal federal para el Distrito Sur de Nueva York y probablemente fue el resultado de información descubierta en la investigación de Mueller . Según se informa, Daniels cooperó con los investigadores federales después de la redada. [33]
- 26 de abril de 2018: Trump dijo en una entrevista en Fox & Friends que Cohen "me representaría en algunas cosas. Me representa como con este loco acuerdo de Stormy Daniels, me representó". Esta es la primera admisión de Trump de cualquier relación con el caso.
- 27 de abril de 2018: El juez suspendió la demanda de Stormy Daniels durante al menos 90 días mientras avanza la investigación criminal de Cohen en Nueva York, ya que Cohen hizo valer su derecho de la Quinta Enmienda a no incriminarse mientras continúa la investigación criminal.[34]
- 30 de abril de 2018: El abogado de Daniels, Michael Avenatti, tuiteó sobre una demanda presentada contra Trump, donde Daniels actualmente demanda a Trump por sus "recientes declaraciones irresponsables y difamatorias" hechas contra ella. Estas declaraciones aparecen en un tuit burlándose del boceto policial publicado del hombre que, según Daniels, le dijo que abandonara sus acusaciones sobre la aventura, y se ha afirmado que son difamatorias, ya que acusan a Daniels de acusar falsamente a una persona de amenazarla.[35]

#### Junio
- 6 de junio de 2018: Daniels demandó tanto a Michael Cohen como a su propio ex abogado, Keith Davidson , acusando a Cohen de alentar a Davidson a violar su privilegio de abogado-cliente . La demanda también alega que Trump estaba al tanto de los esfuerzos de Daniels para negar el asunto en entrevistas con los medios. [36]
- 6 de junio de 2018: El abogado de Trump, Rudy Giuliani, atacó verbalmente a Daniels, diciendo: "El negocio en el que estaba no le da ningún derecho a darle peso a su credibilidad ... Explíqueme cómo podría dañarla ... Si usted "Vas a vender tu cuerpo por dinero, simplemente no tienes reputación ... una mujer que vende su cuerpo para explotación sexual no la respeto". [37]
- 19 de junio de 2018: Se deniega la moción de reconsideración presentada por Daniels el 24 de mayo. Avenatti dijo que presentaría una apelación en breve. [38]

#### Julio
- 12 de julio de 2018: Policías encubiertos arrestaron a Daniels en una operación encubierta en Columbus, Ohio . Los oficiales alegaron que Daniels "tocó" a tres oficiales encubiertos en el club donde actuó, lo cual va en contra de la ley de Ohio . Otras dos artistas adultas que fueron arrestadas en el club por las mismas presuntas violaciones recibieron citaciones para comparecer ante el tribunal y no se les tomaron fotografías policiales, a diferencia de Daniels mientras estaba ingresada en la cárcel del condado. Daniels contrató al abogado defensor de Columbus, Chase Mallory, quien trabajó con los fiscales para desestimar los cargos menos de 12 horas después, citando que la ley excluía a los artistas de fuera de la ciudad. Más tarde informó que el detective principal del equipo antivicio a cargo del arresto era partidario de Trump. [39]

#### Agosto
- 21 de agosto de 2018: Cohen se entregó oficialmente al FBI. Esa tarde se declaró culpable de ocho cargos: cinco cargos de evasión fiscal, un cargo de hacer declaraciones falsas a una institución financiera, un cargo de provocar intencionalmente una contribución corporativa ilegal y un cargo de realizar una contribución excesiva a la campaña en el petición de un candidato o campaña. Según se informa, el acuerdo de declaración de culpabilidad no incluye ningún acuerdo para cooperar con los investigadores. Sin embargo, la declaración incluye tanto pena de cárcel como una multa monetaria sustancial. Cohen implicó a Trump, pero no lo identificó por su nombre, en su declaración. Daniels dijo que se sintió "reivindicada" después de la declaración. También se especificó que Cohen había solicitado un reembolso de $180,000, que los funcionarios de la Organización Trump duplicaron y agregaron un bono de $60,000 para un pago total de $420,000. [40]
- 22 de agosto de 2018: The New York Times informó que los documentos judiciales de Cohen revelaron que dos altos ejecutivos de la Organización Trump también participaron en los pagos de silencio y que Cohen "coordinó con uno o más miembros de la campaña, incluso a través de reuniones y llamadas telefónicas". "sobre los pagos.
- 23 de agosto de 2018: Trump dijo que los fondos del pago provinieron de él personalmente y no de fondos de campaña durante una entrevista con Fox & Friends . También dijo que sólo se enteró de los pagos "más tarde". Estos comentarios contradicen declaraciones anteriores que Cohen hizo bajo juramento. El abogado de Cohen, Lanny Davis, sugirió que Trump sea procesado por los crímenes que le ordenó cometer a Cohen. [41]

#### Septiembre
- 7 de septiembre de 2018: Cohen ofreció rescindir e invalidar el acuerdo de confidencialidad con Daniels, a cambio de que Daniels le reembolsara los 130.000 dólares que Cohen le pagó.[42]
- 8 de septiembre de 2018: los abogados de Trump declararon que no haría cumplir el acuerdo de confidencialidad ni impugnaría la afirmación de Daniels de que no es válido.[43]
- 10 de septiembre de 2018: Michael Avenatti argumentó que se debe permitir que la demanda por el acuerdo de confidencialidad de 2016 proceda en un tribunal federal, ya que ni el presidente Trump ni su ex abogado personal han enfrentado "ninguna consecuencia real o una investigación significativa sobre la verdad" en el caso. [44]
- 12 de septiembre de 2018: Stormy Daniels anunció un libro titulado Divulgación completa sobre su vida que, según ella, incluirá detalles de su cita con Donald Trump.[45]

#### Octubre
- 15 de octubre de 2018: el juez federal S. James Otero desestimó la demanda por difamación de Daniels contra el presidente Trump. También dictaminó que Trump tenía derecho a recibir los honorarios de abogado de Daniels. El abogado de Daniels, Michael Avenatti, apeló inmediatamente ante el Tribunal de Apelaciones del Noveno Circuito de los Estados Unidos . [46]

#### Noviembre
- 9 de noviembre de 2018: The Wall Street Journal informó que los fiscales federales tienen evidencia del "papel central" de Trump en los pagos a Stormy Daniels y Karen McDougal que violaron las leyes de financiamiento de campañas.[47]

#### Diciembre
- 7 de diciembre de 2018: Los fiscales federales implicaron a Trump en ordenar a Cohen que cometiera delitos graves relacionados con la ley de financiamiento de campañas de los que Cohen se declaró culpable en un memorando de sentencia para Cohen. Trump tuiteó poco después de la presentación del memorando en el tribunal: "Absuelve totalmente al presidente. ¡Gracias!".
- 11 de diciembre de 2018: Se ordenó a Daniels pagar 293.052,33 dólares en honorarios de abogados, costas y sanciones, menos de la mitad del monto exigido por los abogados de Trump, en relación con la demanda por difamación que el juez Otero desestimó en octubre de 2018. [48]
- 12 de diciembre de 2018: Cohen fue condenado a tres años de prisión por haber pagado 130.000 dólares en concepto de silencio (caracterizados en los cargos como una "contribución excesiva a la campaña") a Daniels durante la campaña electoral de Trump. [49]

### 2019

#### Julio
- 17 de julio de 2019: La investigación federal sobre los pagos de silencio se anunció como cerrada.
- 18 de julio de 2019: Se publican documentos sin sellar que muestran que el FBI sospechaba que Trump habló con Cohen y Hope Hicks en ese momento sobre "la necesidad" de evitar que Daniels se hiciera público antes de las elecciones presidenciales. [50]

#### Agosto
- 1 de agosto de 2019: El fiscal de distrito del condado de Nueva York citó a la Organización Trump para obtener registros relacionados con los pagos de silencio. [51]

#### Septiembre
- 2 de septiembre de 2019: El Comité Judicial de la Cámara de Representantes se preparó para investigar la presunta participación de Trump en los pagos de silencio de 2016 a Daniels y Karen McDougal.[52]
- 11 de septiembre de 2019: NBC y CNN informaron que Cohen llegó a un acuerdo de oferta con el fiscal de Manhattan para proporcionar información sobre el asunto. [53]

### 2020

#### Agosto
- 1 de agosto de 2020: Daniels perdió su apelación en la demanda por difamación contra Trump.[54]
- 22 de agosto de 2020: Un juez de California ordenó a Trump pagar los honorarios legales de Daniels como parte ganadora debido a su acuerdo de septiembre de 2018 de no hacer cumplir la NDA. [55]

### 2021

#### Febrero
- 22 de febrero de 2021: La Corte Suprema se negó a aceptar el caso de difamación, lo que hizo que la pérdida de Daniels fuera definitiva. [56]

### 2022

#### Marzo
- 18 de marzo de 2022: El Noveno Circuito ( Tribunal de Distrito de EE. UU. para el Distrito Central de California) respondió a una apelación sobre el fallo final en la demanda de Daniels contra Trump, en la que ella debe casi 300.000 dólares en honorarios de abogados, costos y sanciones (sin incluir la apelación). costas) a la parte perjudicada. Las acusaciones de una aventura aún no han sido probadas, y la decisión final del tribunal sobre el asunto fue confirmada por la USCA afirmando que Stephanie Clifford ha sufrido una pérdida en el tribunal, adeudando daños y perjuicios, lo que no deja ningún mérito para una nueva apelación sobre el asunto.
  - Tras el fallo contra Daniels, ella tuiteó: "Iré a la cárcel antes de pagar un centavo".
- 22 de marzo de 2022: El expresidente Donald Trump calificó el fallo como "una victoria y reivindicación total y completa para y de mí". También reiteró su afirmación inicial de que nunca tuvo relaciones sexuales con Daniels y afirmó que la demanda era puramente un truco político. [57]

#### Noviembre
- 21 de noviembre de 2022: The New York Times informó que la oficina del fiscal de distrito de Manhattan, Alvin Bragg, "ha tomado medidas para iniciar su investigación criminal sobre Donald J. Trump" informó "un pago en secreto a una estrella porno que dijo que tuvo una aventura con el señor Trump".[58]

### 2023

#### Enero
- 17 de enero de 2023: Michael Cohen se reunió con la oficina de Bragg tras la sentencia de Allen Weisselberg.[59]
- 30 de enero de 2023: Estaba previsto que la oficina del fiscal de distrito de Manhattan presentara pruebas ante un gran jurado sobre el papel de Trump en el pago. [60]
- 31 de enero de 2023: Trump escribió en Truth Social que "la tontería de 'Stormy'... es MUY VIEJA y sucedió hace mucho tiempo... NO había ninguna razón para no confiar en [Cohen], y lo hice". Daniels afirmó que esto era una admisión de la verdad de sus afirmaciones. [61]

#### Febrero
- 1 de febrero de 2023: Cohen dijo que había entregado sus teléfonos celulares a los fiscales del fiscal del distrito, que querían pruebas de las comunicaciones, incluidas grabaciones de voz, del ex abogado de Daniels, Keith Davidson. [62]

#### Marzo
- 18 de marzo de 2023: Trump declaró que esperaba ser arrestado el martes siguiente (21 de marzo), por cargos no especificados a instancias de los fiscales de Nueva York. .[63]
- 30 de marzo de 2023: Un gran jurado votó a favor de acusar a Donald Trump de más de 30 cargos relacionados con fraude empresarial. El abogado de Trump, Joe Tacopina, sugirió una entrega y procesamiento en Nueva York la semana siguiente.[64]

#### Abril
- 4 de abril de 2023: El Noveno Circuito desestimó la impugnación de Daniels de más de 121.000 dólares en honorarios de una firma que representaba a Trump, que estaban relacionados con su fallida demanda por difamación. [65]

#### Junio
- 2 de junio de 2023: Los abogados de Trump solicitaron que el juez Juan Manuel Merchán se abstuviera de su caso penal en la ciudad de Nueva York debido a lo que describieron como un sesgo anti-Trump y un conflicto de intereses derivado de la asociación de la hija de Merchán con algunos de los oponentes demócratas de Trump. [66]